# تينا داتا
تينا داتا (بالهندية: टीना दत्ता؛ بالإنجليزية: Tina Dutta) هي عارضة وممثلة هندية، ولدت في 27 نوفمبر 1986 في كلكتا في الهند.

## وصلات خارجية
- تينا داتا على موقع IMDb (الإنجليزية)